# Kanadské ozbrojené síly
Kanadské ozbrojené síly (anglicky: Canadian Armed Forces, francouzsky: Forces armées canadiennes) jsou sjednocené vojenské síly Kanady, jejichž hlavními součástmi jsou Kanadské královské námořnictvo, Kanadská armáda (pozemní vojsko) a Kanadské královské letectvo. Podle Zákona o národní obraně (National Defence Act) jsou kanadské ozbrojené síly entitou oddělenou od Ministerstva národní obrany (federální ministerstvo odpovědné za správu a formování obranné politiky). Vrchní velení kanadských ozbrojených sil je ústavně svěřeno panovníkovi, který je zastoupen generálním guvernérem. Profesionálním velitelem je náčelník štábu obrany. Ten řídí operace ozbrojených sil pod vedením ministra národní obrany a společně s Radou ozbrojených sil. Funguje i několik dalších samostatných velitelství, včetně Velitelství zpravodajských služeb kanadských sil, Velitelství kanadských společných operací a Velitelství kanadských sil speciálních operací.
V roce 2023 činily vojenské výdaje Kanady přibližně 27,2 miliardy amerických dolarů, což tvořilo přibližně 1,3 % hrubého domácího produktu země. Šlo o 16. nejvyšší vojenské výdaje na světě. Kanadské ozbrojené síly jsou postaveny na profesionální bázi. Tvoří je přibližně 68 000 aktivních vojáků a 27 000 záložáků. Aktivováno může být též 5000 kanadských rangerů. Ve 20. století Kanada bazírovala na mírovém obrazu státu. Zdráhala se účastnit vojenských operací, které nejsou schváleny Organizací spojených národů (OSN), jako byla válka ve Vietnamu nebo invaze do Iráku v roce 2003. Kanada naopak sloužila ve více než 50 mírových misích, včetně všech mírových misí OSN od jejího založení až do roku 1989. Sloužilo v nich více než 125 000 Kanaďanů, přibližně 130 jich během těchto operací zemřelo. Od 21. století kanadská účast na mírových snahách OSN výrazně poklesla a Kanada se začala soustředit na mise Severoatlantické aliance (NATO). To vyústilo v posun směrem k militarizovanějším a nebezpečnějším operacím.